# Sveriges damlandskamper i fotboll under 1970-talet
Sveriges damlandskamper i fotboll under 1970-talet är det första årtiondets historia för svenska damlandslaget i fotboll. Första landskampen arrangerades 1973, första nordiska mästerskapet kom 1974 och första (inofficiella) EM 1979.

## Översikt

### 1973
Första landskampen för Sverige skedde 25 augusti 1973, då Sverige mötte Finland i Mariehamn på Åland. Matchresultatet i denna träningslandskamp blev 0–0, efter att det favorittippade svenska laget ägnade sig åt för mycket dribblingar. För båda nationerna var detta dock den första officiella damlandskampen i fotboll. Sverige förde spelet under större delen av matchen.

### 1974
Vid NM-matchen 26 juli 1974 mot Finland blev resultatet 0–1. Det historiska första svenska landslagsmålet gjordes av 17-åriga Ann Jansson. Tio minuter före slutet av den regndrabbade 2x30-minutersmatchen byttes Hammarby IF-spelaren in mot Jitex-spelaren Ann Magnusson. Efter tre minuter på planen avgjorde hon matchen genom en tåfjutt, vilket hon ansåg var säkrast skotteknik med tanke på väderförhållandena. Kampen om NM-titeln förlorades dock till Danmark, efter en uddamålsförlust.

### 1975–79
15 juni 1975 spelade Sverige mot England i Göteborg. Man noterade nytt svenskt publikrekord för damfotboll, då 2 963 personer kom. Även detta år blev Sverige tvåa i NM efter Danmark, vilket upprepades 1976. Därefter erövrade dock Sverige titeln fem turneringar på rad 1977–81.
1979 arrangerades det första Europamästerskapet i fotboll för damer (det hade inofficiell status) i Italien. Sveriges landslag tog där brons efter straffar mot England.

## Landskamperna

### 1973
| Datum      | Spelplats |         |         | Resultat | Typ av match  |
| ---------- | --------- | ------- | ------- | -------- | ------------- |
| 25 augusti | Mariehamn | Finland | Sverige | 0 – 0    | Träningsmatch |

### 1974
| Datum      | Spelplats |         |         | Resultat | Typ av match  |
| ---------- | --------- | ------- | ------- | -------- | ------------- |
| 26 juli    | Mariehamn | Finland | Sverige | 0 – 1    | NM 1974       |
| 27 juli    | Mariehamn | Sverige | Danmark | 0 – 1    | NM 1974       |
| 17 augusti | Borås     | Sverige | Finland | 1 – 0    | Träningsmatch |

### 1975
| Datum       | Spelplats |         |         | Resultat | Typ av match  |
| ----------- | --------- | ------- | ------- | -------- | ------------- |
| 15 juni     | Göteborg  | Sverige | England | 2 – 0    | Träningsmatch |
| 25 juli     | Brande    | Sverige | Finland | 4 – 0    | NM 1975       |
| 27 juli     | Vejle     | Danmark | Sverige | 3 – 0    | NM 1975       |
| 17 augusti  | Salo      | Finland | Sverige | 0 – 2    | Träningsmatch |
| 7 september | Wimbledon | England | Sverige | 1 – 3    | Träningsmatch |

### 1976
| Datum     | Spelplats |         |         | Resultat | Typ av match  |
| --------- | --------- | ------- | ------- | -------- | ------------- |
| 12 juni   | Kallhäll  | Sverige | Finland | 1 – 2    | Träningsmatch |
| 10 juli   | Öxabäck   | Sverige | Finland | 4 – 1    | NM 1976       |
| 11 juli   | Borås     | Sverige | Danmark | 0 – 1    | NM 1976       |
| 2 oktober | Roskilde  | Danmark | Sverige | 1 – 1    | Träningsmatch |

### 1977
| Datum   | Spelplats |         |         | Resultat | Typ av match  |
| ------- | --------- | ------- | ------- | -------- | ------------- |
| 18 juni | Göteborg  | Sverige | Schweiz | 2 – 1    | Träningsmatch |
| 8 juli  | Mariehamn | Finland | Sverige | 0 – 4    | NM 1977       |
| 9 juli  | Mariehamn | Sverige | Danmark | 1 – 0    | NM 1977       |

### 1978
| Datum      | Spelplats |         |         | Resultat | Typ av match  |
| ---------- | --------- | ------- | ------- | -------- | ------------- |
| 7 juli     | Kolding   | Norge   | Sverige | 1 – 2    | NM 1978       |
| 8 juli     | Horsens   | Finland | Sverige | 0 – 0    | NM 1978       |
| 9 juli     | Vejle     | Danmark | Sverige | 0 – 1    | NM 1978       |
| 21 oktober | Gossau    | Schweiz | Sverige | 1 – 7    | Träningsmatch |

### 1979
| Datum   | Spelplats   |         |               | Resultat                    | Typ av match  |
| ------- | ----------- | ------- | ------------- | --------------------------- | ------------- |
| 5 juli  | Fredrikstad | Sverige | Danmark       | 4 – 1                       | NM 1979       |
| 6 juli  | Setskog     | Norge   | Sverige       | 0 – 1                       | NM 1979       |
| 8 juli  | Oslo        | Sverige | Finland       | 1 – 1                       | NM 1979       |
| 19 juli | Rimini      | Wales   | Sverige       | 0 – 3                       | EM 1979       |
| 23 juli | Rimini      | Sverige | Nederländerna | 1 – 1                       | EM 1979       |
| 25 juli | Rimini      | Danmark | Sverige       | 1 – 0                       | SF EM 1979    |
| 27 juli | Neapel      | Sverige | England       | 0 – 0, 4 – 3 efter straffar | Brons EM 1979 |

## Källhänvisningar
1. ↑  Hagström, Magnus (2013-05-13): "Jeglertz om damfotboll i Finland och Sverige". svenskfotboll.se / Magasinet Fotboll 1/2013. Läst 15 augusti 2016.
2. ↑  ”1973 - stort genombrottsår”. svenskdamfotboll.se. Arkiverad från originalet den 15 augusti 2016. https://archive.is/20160815130839/http://www.svenskdamfotboll.se/index_new.php?news=1973---stort-genombrotts%E5r&news_id=112&start=0&category_id=50&parent_id=50&arcyear=Y&arcmonth=M. Läst 15 augusti 2016.
3. ↑  Matchhändelser. Svenskfotboll.se. Läst 3 september 2014.
4. ↑  "40-årsjubileum för Sveriges första målskytt". Svt.se. Läst 3 september 2014.
5. ↑  Jansson, Ann (21 april 2010). ”En historisk tåfjutt”. Hammarby Damfotboll. Arkiverad från originalet den 13 augusti 2010. https://web.archive.org/web/20100813132439/http://hammarbydamfotboll.se/index.php?option=com_content&view=article&id=232:en-historisk-tafjutt&catid=32:gaestkroenikor&Itemid=169. Läst 3 september 2014.
6. ↑  Wegerup, Jennifer (2005). Damelvan. Forum. sid. 85. ISBN 91-37-12471-4
7. ↑  "Nordic Championships (Women) 1974–82". Rsssf.com. Läst 3 september 2014. (engelska)
8. ↑  "Sveriges damlandslag i mästerskap". Arkiverad 24 september 2015 hämtat från the Wayback Machine. Damfotboll.se. Läst 3 september 2014.